# Prudential (przedsiębiorstwo)
Prudential plc – brytyjskie przedsiębiorstwo ubezpieczeniowe z siedzibą w Londynie. Zostało założone w 1848 roku pod nazwą „The Prudential Mutual Assurance Investment and Loan Association”.
Przedsiębiorstwo jest notowane na giełdach papierów wartościowych w Londynie (wchodząc w skład FTSE 100), Hongkongu, Nowym Jorku i Singapurze.